# Cahors (Lot)
Cahors (Occitaans: Caurs) is een Franse gemeente en de hoofdstad (préfecture) van het departement Lot. De stad ligt in een meander van de rivier de Lot en is bijna volledig omgeven door water. De stad ligt op een gelijke afstand van de Atlantische Oceaan, de Middellandse Zee en de Pyreneeën. De inwoners van de stad heten Cadurciens (vroeger: Cahorsins).
De stad is vooral bekend als toeristische trekpleister en als het centrum van de AOC-wijn Cahors.

## Geschiedenis
De bewoning van deze plek gaat terug tot aan de eerste eeuw. De Romeinen hebben zich toen in Cahors gevestigd, dat ze Divona Cadurcum noemden naar een daar aanwezige bron. De stad had een forum, een theater en thermen gevoed door een aquaduct. In de derde eeuw werd de stad de zetel van een bisschop. De Romeinen verlieten Cahors rond het jaar 500 en lieten veel bouwwerken na, die echter in 574 door Vandalen werden vernield. In de zevende eeuw is er een verdedigingsmuur opgetrokken van zuid naar noord, zodat men ten oosten daarvan kon leven en wonen. Desondanks is de stad in de achtste eeuw binnen negenentwintig jaar nog twee keer grondig verwoest. In 1159 werd de stad ingenomen door de troepen van koning Hendrik II van Engeland. Hij legerde er een garnizoen onder leiding van zijn kanselier Thomas Becket. De stad was in de loop van de eeuwen ook meermaals inzet van conflicten geweest tussen bisschoppen, consuls en drosten.
Het totale gebrek aan producten uit de streek (de enige producten die de streek produceerde waren wijn en wol) was een van de redenen waarom de bewoners van Cahors zich tot handelaren ontwikkelden. Cahors lag sinds het einde van de 12e eeuw op de handelsroute route van het noorden (de havenstad La Rochelle) aan de Atlantische Oceaan naar het zuiden (het Middellandse Zeegebied bij Montpellier). De Cahorsins ontwikkelden zich met name in de 12e en 13e eeuw tot succesvolle handelaren en verspreidden zich via Montpellier tot in heel Italië en via La Rochelle tot in Engeland en de Nederlanden.
In het Frans staat het woord cahorsin nog voor een woekeraar; iemand die woekerrentes berekent maar geen Italiaan (lombard) is en geen jood is. De handelaren van Cahors hebben een aanzienlijk deel van hun vermogen opgebouwd door bank-activiteiten en door het verstrekken van leningen (met minstens 40% rente).
In de 13e en 14e eeuw ontwikkelde Cahors zich snel door handel en bankieren. De macht van de handelaren uitte zich in de rijkdom van de huizen. De rijke huizen in Cahors zijn voor een groot deel opgebouwd uit baksteen, de arcades en de gebeeldhouwde delen zijn in natuursteen uitgevoerd. Cahors telde voor het begin van de Honderdjarige Oorlog een kleine 15.000 inwoners.
In 1345 werd de verdedigingsmuur afgemaakt die in het noorden (op het hoogste punt van Cahors) van links naar rechts naar de rivier liep. De stad was daarvoor omgeven door de Lot en een muur met slotgracht op de plaats waar nu de boulevard Gambetta loopt. Over de Lot was er de Pont Vieux, die eind 12e eeuw werd gebouwd en die met zijn vijf verdedigingstorens de noord-zuidroute bewaakte. In het begin van de 13e eeuw werd Cahors ook aan de oostkant door een verdedigingsmuur omgeven. Eind 13e eeuw werd de Pont Neuf naar het oosten gebouwd (inmiddels vervangen door de Pont Cabessut) en in de 14e eeuw werd de westelijke Pont Valentré gebouwd. De laatste met zijn zes bogen en drie versterkte torens is bewaard gebleven en werd gerestaureerd in de 19e eeuw. Van de verdedigingsmuren is weinig bewaard gebleven. Aan de noordkant resteert nog praktisch de hele muur met de Porte Saint-Michel, de barbacane en de Tour des Pendus (de toren van de gehangenen). In het zuiden resteert slechts het overblijfsel van een van de drie daar toen gebouwde torens, de Tour des Chanoines.
De glorietijd van Cahors viel aan het einde van de 13e eeuw en het begin van de 14e eeuw. Een opleving kwam toen paus Johannes XXII, de uit Cahors afkomstige Jean Duèze, er in de 14e eeuw voor zorgde dat er een kartuizer klooster in de stad kwam, dat de stad een universiteit kreeg en dat er een aanvang gemaakt werd met allerlei werken (molens, stuwdammen, etc.) in en bij de Lot. Dit leverde de basis op voor het vestigen van industrie en werkplaatsen in de stad, de basis voor vernieuwde economische activiteiten.
De Honderdjarige Oorlog (1337-1453) en ook de Zwarte Dood, wierpen een halt toe aan de economische ontwikkelingen van Cahors. De stad sloot na een drie jaar durende belegering in 1362 een verbond met het leger dat uit Engelsen en Fransen uit de Gascogne bestond. Dat kostte Cahors zeer veel geld. De pest die in het voorjaar van 1348 in de streek arriveerde en de oorlog zorgden ervoor dat het inwonertal met ongeveer de helft daalde tot ongeveer 7500. 
De handel (en dus ook de welvaart) verdween door dat alles uit Cahors. De bankiers bleven, zij het dat ze nu wel tegen de Lombarden moesten concurreren. Met name de leningen tegen een onderpand bleven hun werkterrein. In de architectuur in de stad is te zien dat er nog voldoende verdiend werd. Renaissance-uitingen (tussen 1400 en 1600) laten dat zien. In de bestaande gebouwen uit de 12e, 13e en 14e eeuw werden Renaissance-ornamenten aangebracht. Met name de vensters werden omgeven met versieringen. Hierin is duidelijk de Italiaanse invloed te herkennen.
In de 19e eeuw onderging de stad een grote wijziging. Het oude verdedigingswerk dat dwars door de stad liep, werd gesloopt en werd uiteindelijk de huidige boulevard Gambetta, de centrale as. Ook de Pont Vieux aan de zuidkant werd gesloopt. Daarvoor in de plaats kwam de Pont Louis Philippe en evenwijdig daaraan de spoorbrug (1884). Aan de westzijde van de oude stad werd een serie grote bouwwerken gerealiseerd: het theater (1832-1842), het paleis van justitie (1857) en de bibliotheek - nu l'Office de Tourisme -(1890). Het Hôtel de Ville (stadhuis) (1837-1847) is daarentegen aan de "oude kant" van de boulevard Gambetta gebouwd evenals tal van huizen en winkels. Ook in het oude centrum verschenen 19e-eeuwse gebouwen en er werden nieuwe pleinen aangelegd. Een bekend gebouw is Les Halles dat als opschrift op het gebouw heeft: Halle aux Grains (Graanhal). Nu is Les Halles een overdekt winkelcentrum met een versmarkt erin. Toch zijn er nog voldoende overblijfselen uit de middeleeuwen te bewonderen, zoals de middeleeuwse poort (Porte Neuve) die aan de oude kant van de boulevard Gambetta is te bezichtigen, tegenover het Theater Municipale.

## Bezienswaardigheden

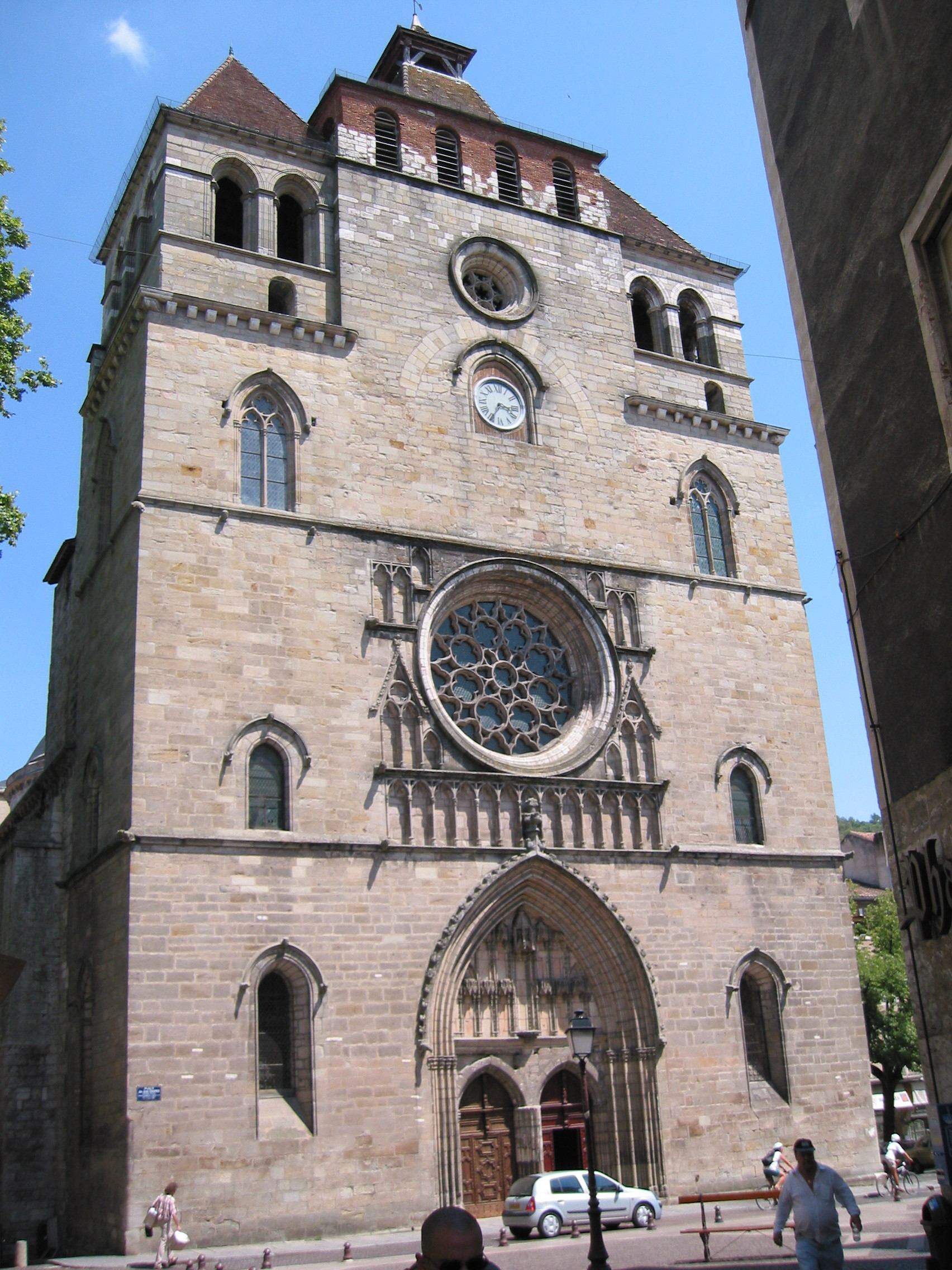
Kathedraal

Cahors telt anno 2023 achttien gebouwen beschermd als historisch monument.
De oude binnenstad van Cahors, de quartier Badernes, is voor een groot deel bewaard gebleven. Deze ligt in het zuidwesten van Cahors. Overigens is het oude Cahors tussen de Boulevard Gambetta (de hoofdstraat midden door de stad) en de Lot het bekijken waard. In dat deel liggen onder meer:
- Kathedraal (Cathédrale Saint-Étienne)
De kathedraal is een monumentaal bouwwerk, opgebouwd uit diverse onderdelen uit verschillende tijdperken. Het is dan ook een verzameling van allerlei verschillende bouwstijlen van de 11e tot de 17e eeuw. Het schip is afkomstig van het oude deel in romaanse stijl, dat in 1119 is ingezegend en in 1135 afgebouwd was. Het heeft twee koepels die door de Byzantijnse bouwstijl zijn geïnspireerd. In de 13e eeuw heeft aan de oostkant (achterkant) een flinke aanbouw (o.a. torens) plaatsgevonden. In de 14e eeuw is de toren aan de westkant aangebouwd. De ingang (voor de welgestelden) verhuisde daardoor van de noordkant naar de westkant. In de 15e en 16e eeuw is de binnenkant van de kerk verbouwd, met name in de kapellen. De kathedraal kreeg toen ook een gotiscgh klooster, dat echter nooit volledig is afgewerkt. In de 19e eeuw zijn met name de grote ramen aan de oostkant geïnstalleerd. Er zijn geen ramen uit de middeleeuwen bewaard gebleven. In de kathedraal wordt het reliek Sainte Coiffe bewaard, volgens de overlevering een doek dat het gezicht van Christus in zijn graf bedekte.
- la Chantrerie, Musée du Vin, nu een expositieruimte.
- Église Saint-Barthélémy
In de 13e eeuw heette de kerk Saint-Étienne de Soubiroux (Sancti Stephani de Superioribus, ofwel Sint-Stephanus de Hoogste) om hem te onderscheiden van de kathedraal Saint-Étienne. De kerk ligt namelijk hoger dan de kathedraal.
- twee middeleeuwse gebouwen in Cahors worden genoemd in het boek: Cent maisons médiévales en France (100 middeleeuwse huizen in Frankrijk). 62-68 Rue Saint-Urcisse (gerestaureerd) en 46 rue Donzelle. Dit laatste pand is nog nooit gerestaureerd en is dus het oudste originele gebouw in Cahors.
- in de rue Nationale bevinden zich twee hôtels (herenhuizen): Vayrol (slecht gerestaureerd) en Issala dat na 1400 renaissance-uitingen heeft gekregen en er nog heel middeleeuws uitziet.

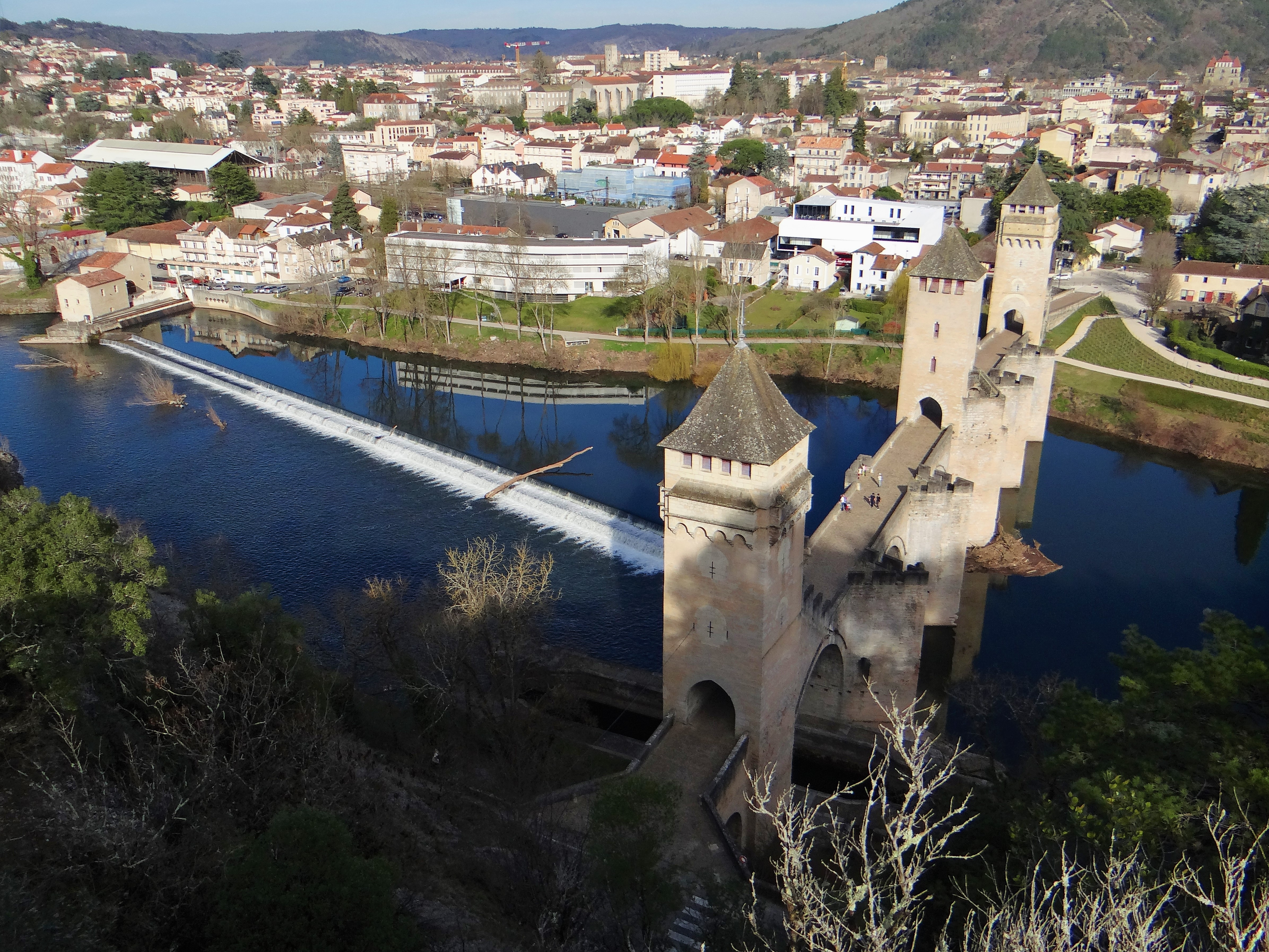
Pont Valentré

In de andere delen van de stad bevinden zich onder andere:
- Pont Valentré
Deze brug is een schoolvoorbeeld van een middeleeuwse vestingbrug. Toch was bij de bouw haar defensieve functie beperkt. De brug lag ten oosten van de verstrekte stad en sloot niet aan bij de stadsomwalling. Het was vooral een prestigeproject van de consuls van de stad in hun machtsstrijd met de bisschop van Cahors. In 1308 is met de bouw van de brug begonnen. Het bouwen van de brug heeft 70 jaar geduurd; zo is ook de mythe van de duivel ontstaan. De bouwmeester van de brug zou zijn ziel aan de duivel verkocht hebben, maar was er met een list vanaf gekomen. Als represaille brak de duivel elke nacht af wat er de dag ervoor aan de centrale toren toegevoegd was. Bij de restauratie in de 19e eeuw is daarom een duivel in de middelste toren toegevoegd. Omdat de brug niet aan een belangrijke toegangsweg lag, bleef ze gespaard terwijl de Pont Vieux en de Pont Neuf wel werden afgebroken om de stad beter toegankelijk te maken.[3]
- Tour du pape Jean XXII. De toren maakte deel uit van het paleis van paus Johannes XXII. Het paleis is bewoond geweest door de broer van de paus: Pierre. Het paleis is rond 1400 deels afgebroken om de noordelijke verdedigingswal in het westen te versterken.
- Romeinse overblijfselen: de Arc de Diane (ingang van de thermale baden in het noorden van de stad), de resten van het amfitheater dat is gevonden bij afgravingen voor de ondergrondse parkeergarage en het théatre (stadion) (althans de overblijfselen daarvan) dat een doorsnee had van 90 meter. Het ligt dicht bij het station.

### Afbeeldingen

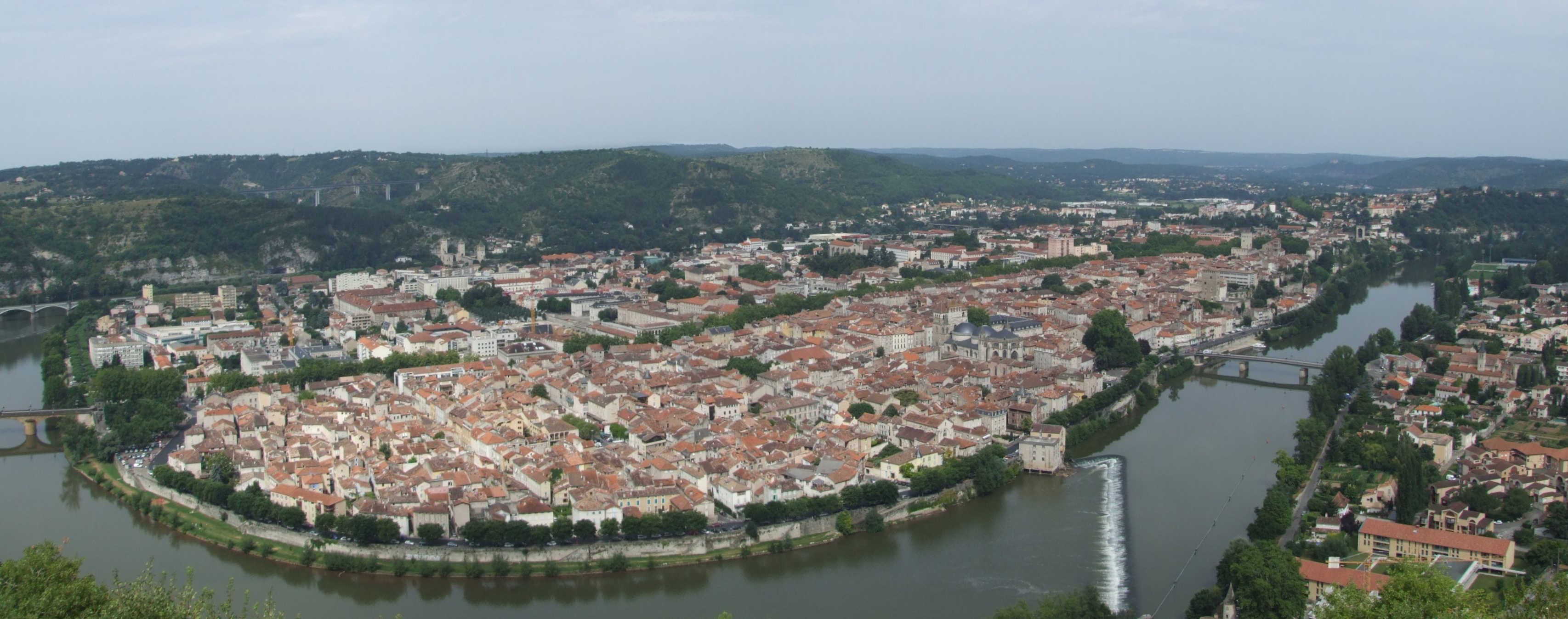
Gezicht op Cahors
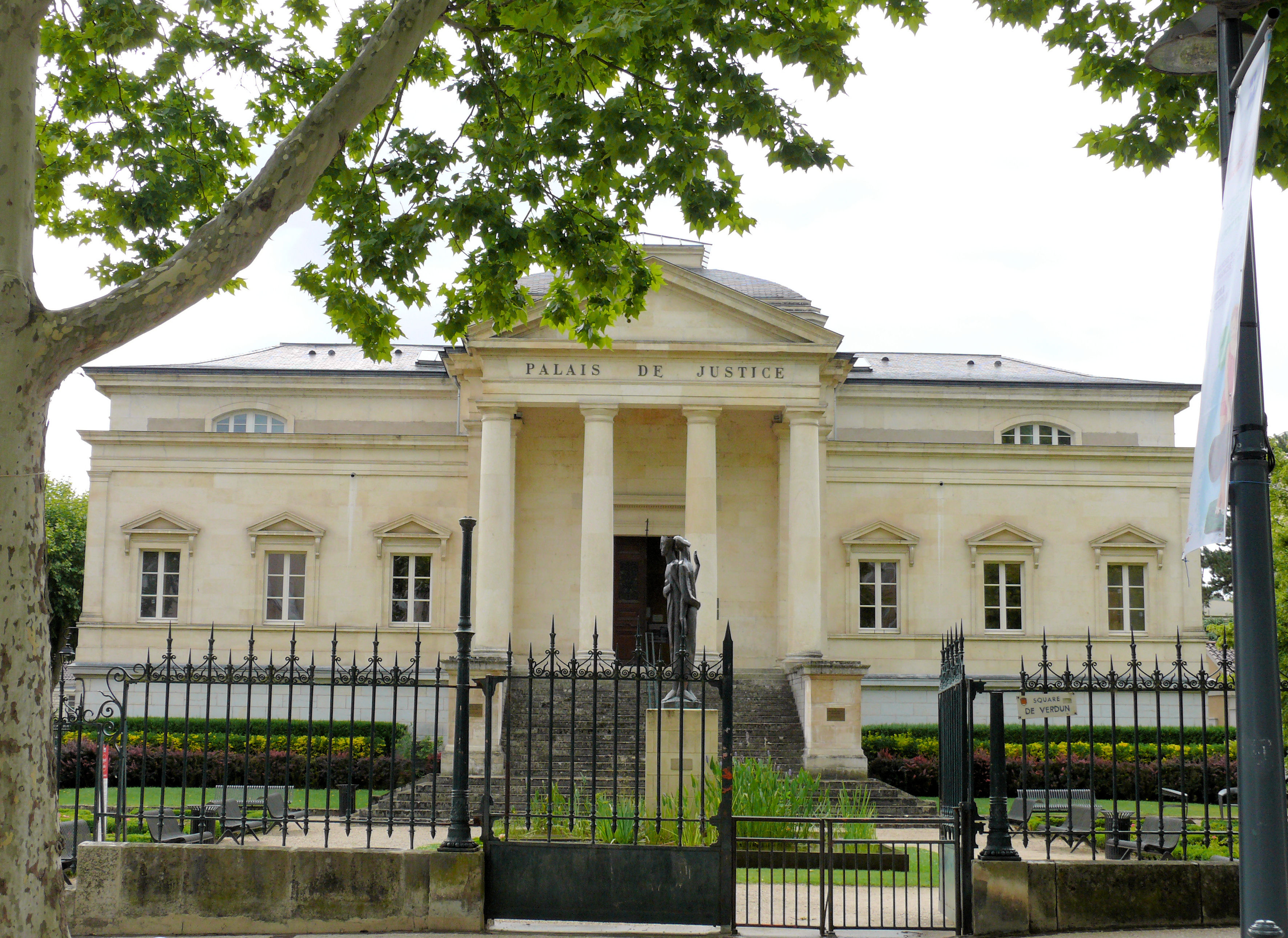
Rechtbank
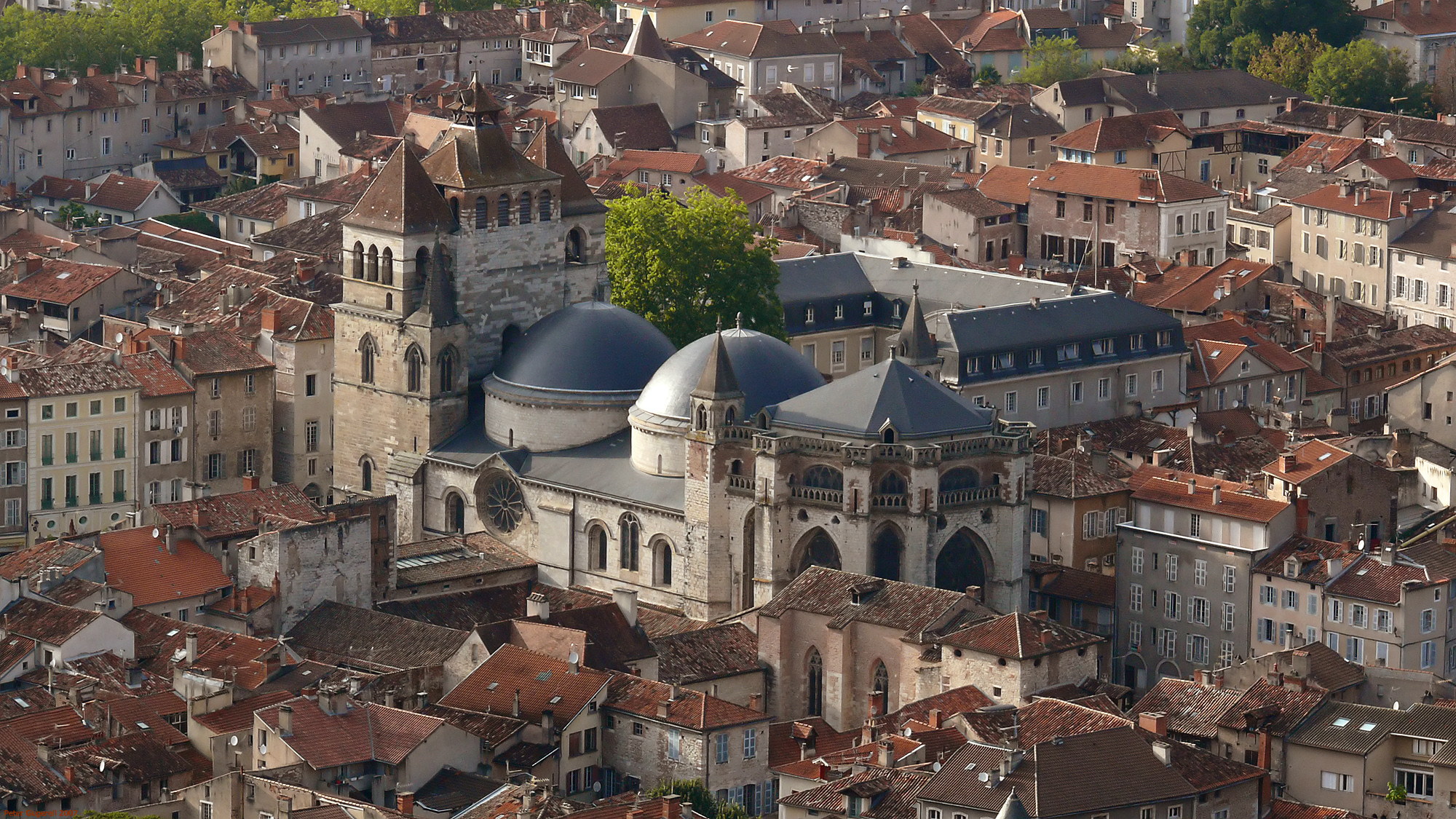
Cathédrale Saint-Étienne

## Verkeer en vervoer
In de gemeente bevindt zich het station Cahors aan de spoorwegverbindinding tussen Toulouse en Parijs. In 1884 is de spoorbrug over de rivier de Lot gebouwd waarmee verbinding naar Toulouse werd verkregen; Cahors had al een spoorlijn naar Parijs. Cahors kreeg toen een nieuw station: het huidige. De gevel van het oude station is te zien in het gebouw Médiathèque dat links naast het station is gelegen.
Cahors ligt voorts aan de autosnelweg A20 die deels tolweg is.

## Sport
Cahors was drie keer etappeplaats in de wielerkoers Ronde van Frankrijk. Daarbij was Cahors twee keer aankomstplaats van een etappe. De ritwinnaars in Cahors zijn de Fransen Jacky Durand (1994) en Christophe Laporte (2022).

## Geografie
De oppervlakte van Cahors bedroeg op 1 januari 2022 64,72 vierkante kilometer; de bevolkingsdichtheid was toen 307,5 inwoners per km².
De onderstaande kaart toont de ligging van Cahors met de belangrijkste infrastructuur en aangrenzende gemeenten.

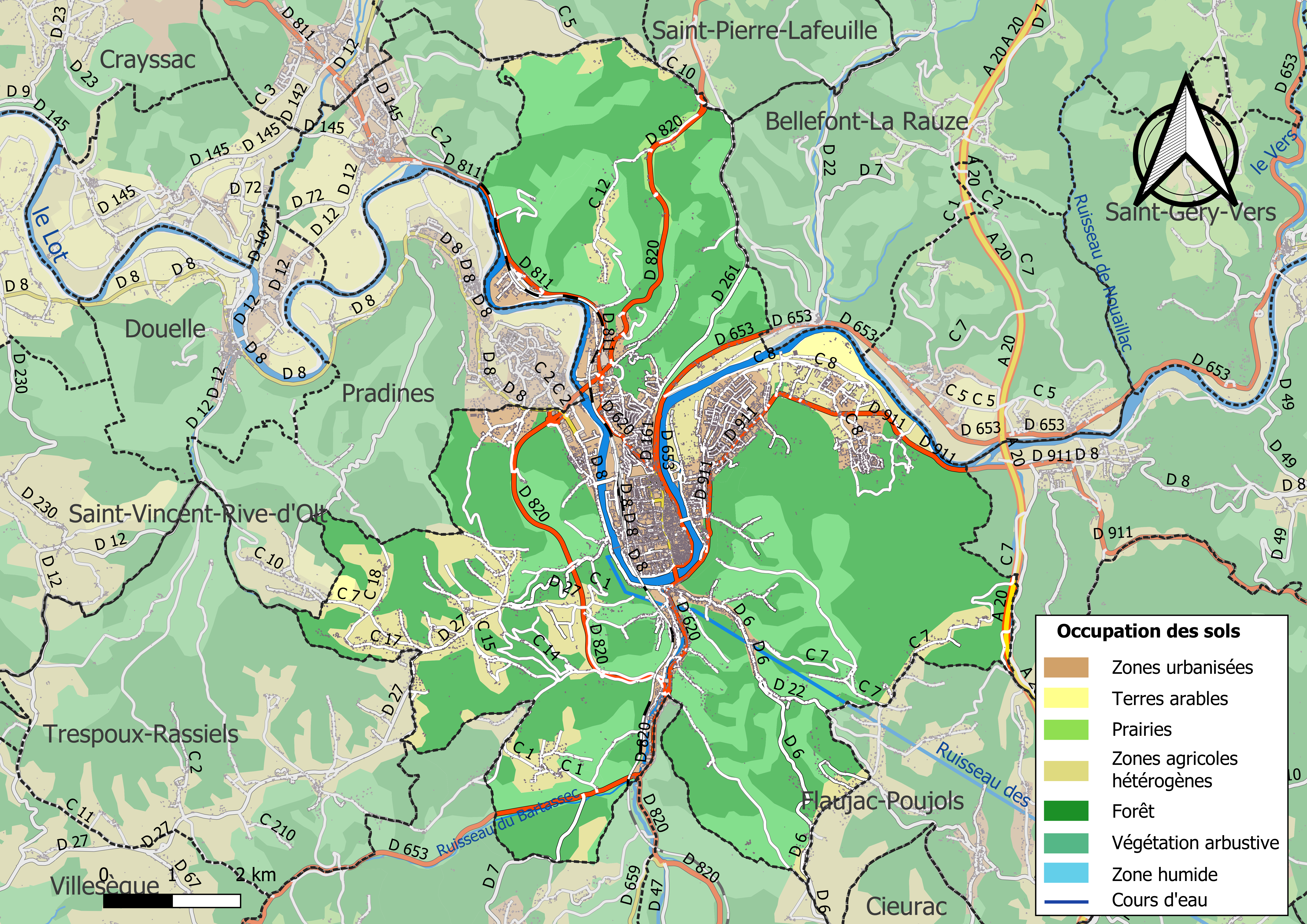

## Demografie
De gemeente telde 19.902 inwoners op 1 januari 2022.
Onderstaande figuur toont het verloop van het inwonertal, bron: INSEE-tellingen. 

## Geboren
- Jacques Duèze (omstreeks 1249-1334), in 1316 gekozen tot Paus Johannes XXII
- Clément Marot (1496-1544), hofdichter
- Charles Combes (1801 - 1872), ingenieur
- Léon Gambetta (1838-1882), politicus
- Philippe Gaubert (1879-1941), fluitist, dirigent en componist
- Louis Darquier de Pellepoix (1897-1980), commissaris voor Joodse Zaken tijdens het Vichy-regime
- Laurent Roux (1972), wielrenner
- Julien Denormandie (1980), politicus

## Overleden
- Henri-Jean Guillaume Martin (1860-1943), impressionistisch schilder
- Marcel Marceau (1923-2007), mimespeler
- Ankie Peypers (1928-2008), Nederlands dichteres, schrijfster en journaliste